# An Ikthe

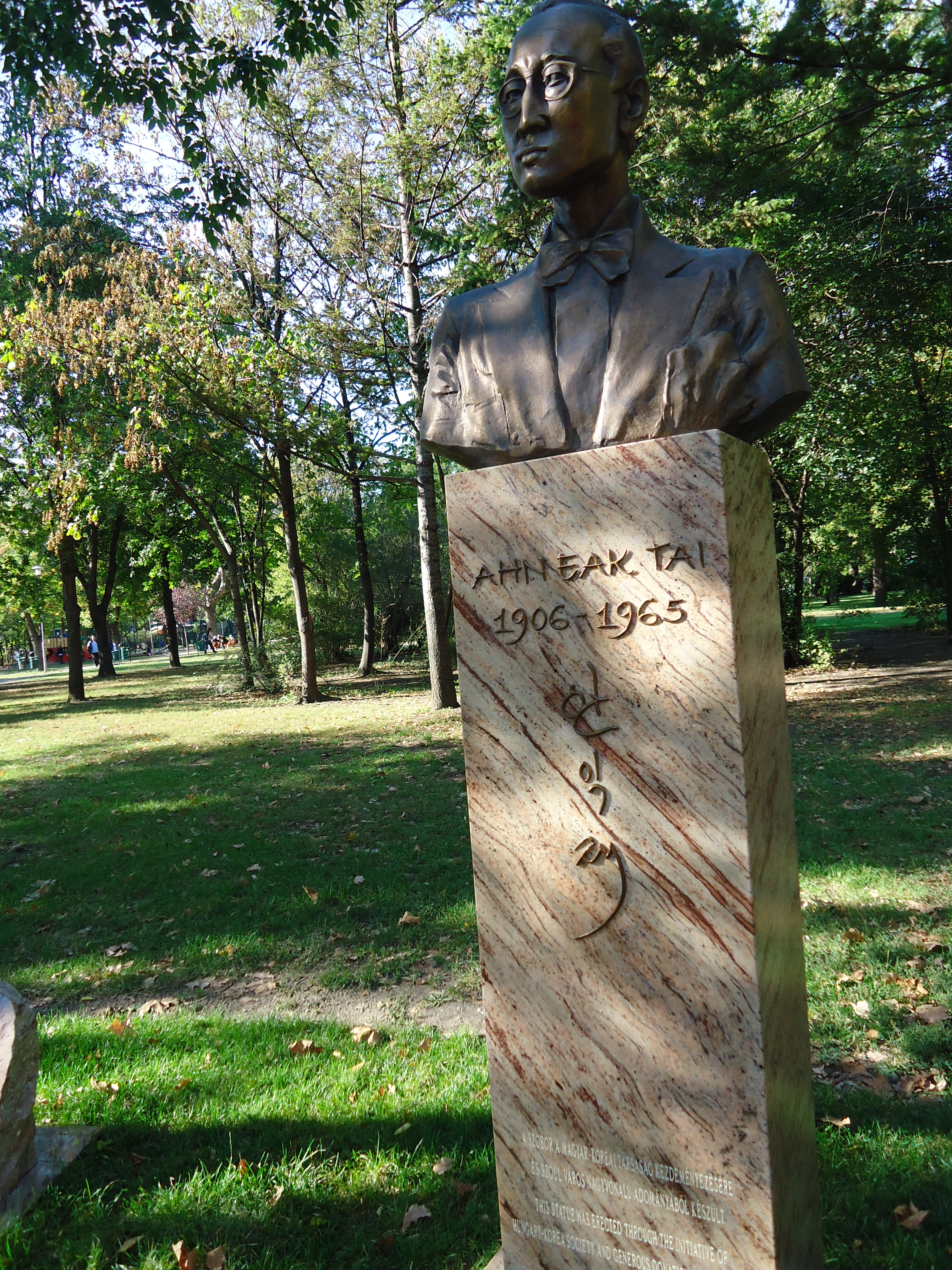
Zsin Judit alkotása

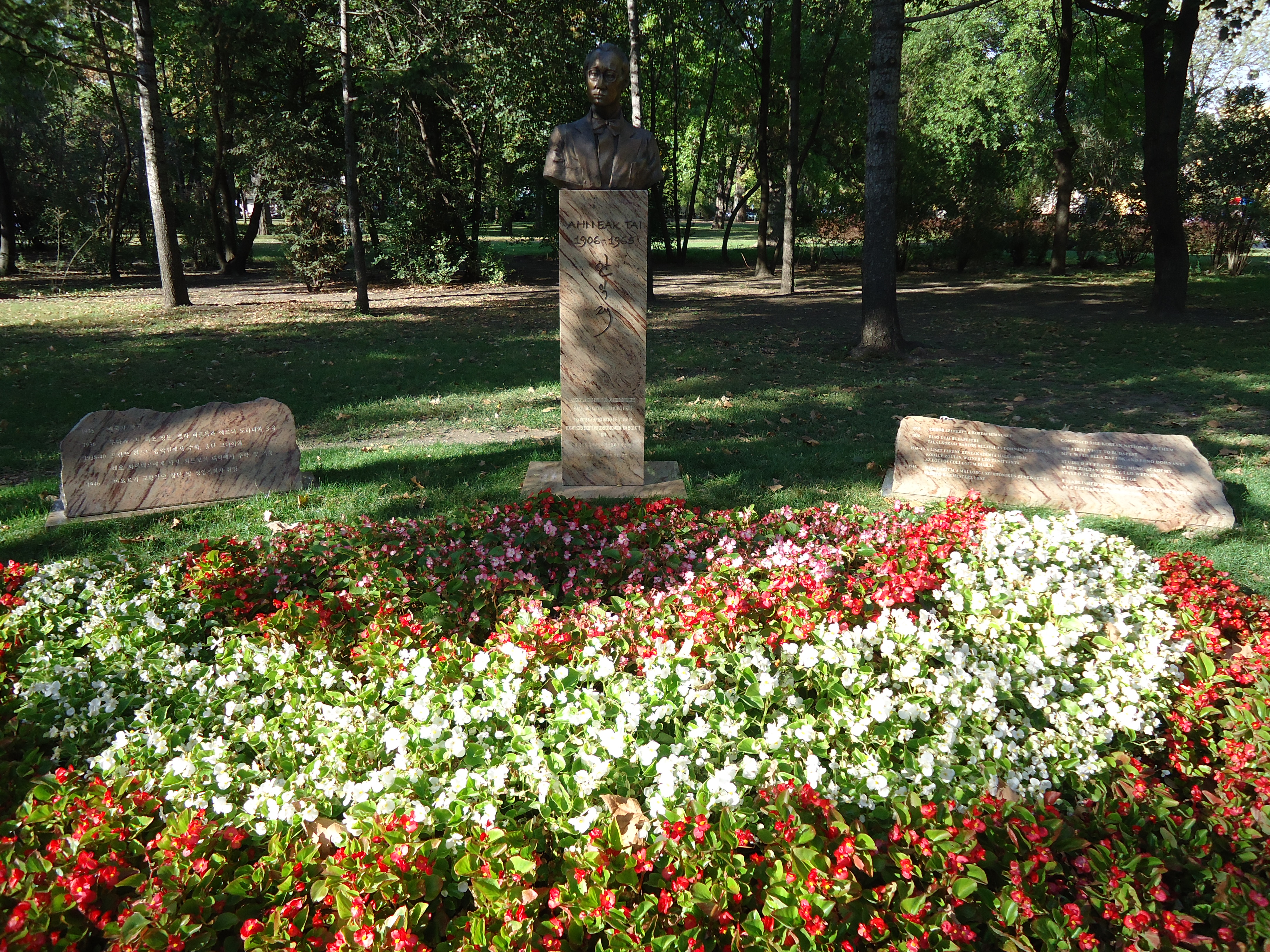
Városliget

An Ikthe (hangul: 안익태, handzsa: 安益泰, RR: Ahn Eak Tai; Phenjan, 1906. december 5. – Barcelona, 1965. szeptember 16.) koreai zeneszerző, karmester és csellóművész, a dél-koreai himnusz (애국가, Egukka), valamint a Koreai fantázia szerzője. Számos világhírű zenekart vezényelt, többek között a Bécsi és a Berlini Filharmonikusokat is. 1938-tól 1941-ig a Liszt Ferenc Zeneművészeti Egyetemen végezte tanulmányait, aminek emlékét a 2012-ben a Városligetben felállított szobra is őrzi.

## Gyermekkora, tanulmányai
An Ikthe 1906. december 5-én született Phenjanban. Gyermekkorától érdekelődött a zene iránt, első hangszerét – egy hegedűt – a bátyjától kapta, hétévesen. Hat hónap elteltével már megtanult játszani rajta. Általános iskolában kezdett el trombitán játszani, a középiskolában az iskola zenekarának tagja lett, itt tanult meg csellózni is. Az 1919. március 1-jei  japán elnyomás elleni mozgalomban (3·1 운동) megsérült, majd felépülése után úgy döntött, hogy Japánba utazik és ott tanul tovább. Felvételt nyert a Szeiszoku Középiskolába, 1926-ban pedig a Kunitacsi Zeneművészeti Egyetemen folytatta tanulmányait.

## Tanulmányai az Egyesült Államokban
1930-ban visszatért Koreába, ám a politikai helyzetre való tekintettel azt javasolták neki, hogy tanulmányait inkább az Egyesült Államokban folytassa. A Cincinnati Zeneművészeti Egyetemen tanult, a szimfonikus zenekar első csellistája lett. 1932-ben átjelentkezett a philadelphiai Curtis Zeneintézetbe, ahol karmesternek tanult.

## Európában
1935-ben lediplomázott, majd 1936-ban Európába utazott, ekkor született meg a dél-koreai himnusz. Berlinben és Bécsben is megfordult, a híres zeneszerzőtől, Felix Weingartnertől tanult és megismerkedett Richard Strauss-szal is. 1938 és 1941 között a budapesti Liszt Ferenc Zeneakadémián és az Eötvös József Collegiumban tanult a magyar állam ösztöndíjasaként. Kodály Zoltántól zeneszerzést, Weiner Leónál kamarazenét, Schiffer Adolfnál gordonkát tanult, a karnagyképzőn Unger Ernő növendéke volt. Tanulmányai befejeztével a világ vezető zenekaraitól kapott meghívást Európa-szerte: vezényelt Berlinben, Rómában, Párizsban és Barcelonában is.
Spanyolországban megismerkedett Lolita Talaverával, akit 1946-ban feleségül vett. Mallorca szigetére költöztek, ahol megalapította a Mallorca-i Szimfonikus Zenekart (Orquesta Sinfónica de Mallorca). 1965. szeptember 16-án halt meg Mallorcán.

## Szoboravatás Budapesten
Magyarországon töltött éveinek emlékére, a Magyar-Koreai Társaság kezdeményezésére állítottak szobrot neki. An Ikthe szobrának alapkőletételére a diplomáciai kapcsolatfelvétel 20. évfordulójakor, 2009-ben, az Eötvös József Collegiumban került sor. A mellszobor elkészítésével Zsin Juditot bízták meg, Szöul város anyagi támogatásával. 2012. május 11-én avatták fel a szobrot a Városligetben.

## Fordítás
- Ez a szócikk részben vagy egészben  az   Ahn_Eak-tai című angol Wikipédia-szócikk fordításán alapul.  Az eredeti cikk szerkesztőit annak laptörténete sorolja fel. Ez a jelzés csupán a megfogalmazás eredetét és a szerzői jogokat jelzi, nem szolgál a cikkben szereplő információk forrásmegjelöléseként.